# Sunset Beach (Carolina do Norte)
Sunset Beach é uma cidade  localizada no estado norte-americano de Carolina do Norte, no Condado de Brunswick.

## Demografia
Segundo o censo norte-americano de 2000, a sua população era de 1824 habitantes.
Em 2006, foi estimada uma população de 2235, um aumento de 411 (22.5%).

## Geografia
De acordo com o United States Census Bureau tem uma área de
14,9 km², dos quais 13,1 km² cobertos por terra e 1,8 km² cobertos por água.

## Localidades na vizinhança
O diagrama seguinte representa as localidades num raio de 16 km ao redor de Sunset Beach.